# Campeonato Europeo de Halterofilia de 1989
El LXVIII Campeonato Europeo de Halterofilia se celebró en dos sedes: las competiciones masculinas en Atenas (Grecia) entre el 16 y el 23 de septiembre de 1989 y las femeninas en Mánchester (Reino Unido) entre el 24 y el 26 de noviembre de 1989, bajo la organización de la Federación Europea de Halterofilia (EWF), la Federación Helénica de Halterofilia y la Federación Británica de Halterofilia.
Ambos eventos fueron realizados en el Campeonato Mundial de Halterofilia. Los tres mejores halterófilos europeos de cada categoría recibieron las correspondientes medallas.

## Medallistas

### Masculino
| Evento  | Oro                               | Plata                             | Bronce                                    |
| ------- | --------------------------------- | --------------------------------- | ----------------------------------------- |
| 52 kg   | Ivan Ivanov Bulgaria 272,5        | Traian Cihărean Rumania 260,0     | José Luis Martínez Ocaña · España · 227,5 |
| 56 kg   | Hafız Süleymanov URSS 287,5       | Sevdalin Marinov Bulgaria 280,0   | Luan Shabani · Albania · 260,0            |
| 60 kg   | Naim Süleymanoğlu Turquía 317,5   | Nikolai Peshalov Bulgaria 307,5   | Attila Czanka Rumania 305,0               |
| 67,5 kg | Israyel Militosian URSS 347,5     | Yoto Yotov Bulgaria 337,5         | Andreas Behm RDA 325,0                    |
| 75 kg   | Altymurat Orazdurdyyev URSS 362,5 | Alexandar Varbanov Bulgaria 350,0 | Waldemar Kosiński · Polonia · 345,0       |
| 82,5 kg | Kiril Kunev Bulgaria 385,0        | Plamen Bratoichev Bulgaria 380,0  | Ingo Steinhöfel RDA 377,5                 |
| 90 kg   | Anatoli Jrapaty URSS 415,0        | Serguei Syrtsov URSS 407,5        | Ivan Chakarov Bulgaria 400,0              |
| 100 kg  | Petar Stefanov Bulgaria 415,0     | Nicu Vlad Rumania 412,5           | Pavel Kuznetsov URSS 400,0                |
| 110 kg  | Stefan Botev Bulgaria 427,5       | Andrew Davies Reino Unido 395,0   | Mirosław Dąbrowski · Polonia · 382,5      |
| +110 kg | Alexandr Kurlovich URSS 460,0     | Rizvan Guelisjanov URSS 432,5     | Michael Schubert RDA 425,0                |

1. 1 2 3  Arrancada (kg) + dos tiempos (kg) = total olímpico (kg).

### Femenino
| Evento   | Oro                          | Plata                            | Bronce                            |
| -------- | ---------------------------- | -------------------------------- | --------------------------------- |
| 44 kg    | Csilla Földi · Hungría ·     | Roberta Sforza · Italia ·        | Danila Manca · Italia ·           |
| 48 kg    | Katerina Karadiova Bulgaria  | María Dolores Sotoca · España ·  | Sara Duarte Portugal              |
| 52 kg    | Siika Stoeva Bulgaria        | Caroline Arno Reino Unido        | Claudia Dola · Italia ·           |
| 56 kg    | Zhaneta Gueorguieva Bulgaria | Sandra Gómez · España ·          | Stéphanie Genna Francia           |
| 60 kg    | Kameliya Nikolaeva Bulgaria  | Daniela Kerkelova Bulgaria       | Annette Campbell Reino Unido      |
| 67,5 kg  | Mária Takács · Hungría ·     | Valkana Tosheva Bulgaria         | María Dolores Martínez · España · |
| 75 kg    | Milena Trendafilova Bulgaria | Susanna Samuelsson · Finlandia · | Sandra Smith-Vokroy Reino Unido   |
| 82,5 kg  | Judith Oakes Reino Unido     | Erika Takács · Hungría ·         | Mima Marcheva Bulgaria            |
| +82,5 kg | Jristina Ilieva Bulgaria     | Ulrike Herchenhein RFA           | Margaret Lynes Reino Unido        |

## Medallero
| Núm. | País        | Oro | Plata | Bronce | Total |
| ---- | ----------- | --- | ----- | ------ | ----- |
| 1    | Bulgaria    | 10  | 7     | 2      | 19    |
| 2    | URSS        | 5   | 2     | 1      | 8     |
| 3    | Hungría     | 2   | 1     | 0      | 3     |
| 4    | Reino Unido | 1   | 2     | 3      | 6     |
| 5    | Turquía     | 1   | 0     | 0      | 1     |
| 6    | España      | 0   | 2     | 2      | 4     |
| 7    | Rumania     | 0   | 2     | 1      | 3     |
| 8    | Italia      | 0   | 1     | 2      | 3     |
| 9    | RFA         | 0   | 1     | 0      | 1     |
| 9    | Finlandia   | 0   | 1     | 0      | 1     |
| 11   | RDA         | 0   | 0     | 3      | 3     |
| 12   | Polonia     | 0   | 0     | 2      | 2     |
| 13   | Albania     | 0   | 0     | 1      | 1     |
| 13   | Francia     | 0   | 0     | 1      | 1     |
| 13   | Portugal    | 0   | 0     | 1      | 1     |
|      | TOTAL       | 19  | 19    | 19     | 57    |